# Zdeňka Řídká
Zdeňka Řídká (5. května 1926 Bratislava – 17. července 1999 Jičín) byla česká a československá politička Československé strany socialistické a poslankyně Sněmovny národů Federálního shromáždění za normalizace.

## Biografie
K roku 1976 se profesně uvádí jako tajemnice Krajského výboru Čs. strany socialistické.
Ve volbách roku 1976 zasedla do české části Sněmovny národů (volební obvod č. 38 - Hradec Králové, Východočeský kraj). Mandát získala i ve volbách roku 1981 (obvod Hradec Králové). Ve Federálním shromáždění setrvala do konce funkčního období, tedy do voleb roku 1986.